# الدراسة الوطنية لنمو الأطفال
الدراسة الوطنية لنمو الأطفال (NCDS) هي دراسة ممتدة عبر فترة زمنية متعددة التخصصات ومستمرة وهي تتبع حياة حوالي 17000 شخص ولدوا في بريطانيا العظمى في أسبوع معين في عام 1958.

## معلومات تاريخية
تم إجراء الدراسة الوطنية لتنمية الطفل في ثمانية استعراضات مختلفة حتى الآن.
بعد المسح الأولي في عام 1958، كانت هناك محاولات لتعقب جميع أعضاء هذا الفوج الجيلي في أعوام 1965 و1969 و1974 و1981 و1991 و1999–2000 و2004 و2008 للحصول على معلومات بشأن نموهم البدني والتعليمي والاجتماعي. وخلال الفترة من 2002 إلى 2004، تم الحصول على معلومات وراثية خاصة بالمشاركين أيضًا لدراسة التأثيرات الجينية على السمات والأمراض المشتركة.
وتعود أصول الدراسة الوطنية لنمو الأطفال إلى مسح وفيات الفترة المحيطة بالولادة (PMS) التي تم إجراؤها آنذاك برعاية الصندوق الاستئماني الوطني للمواليد وتم إعدادها لجمع معلومات حول العوامل التوليدية والاجتماعية المرتبطة بولادة جنين ميت والوفاة في الطفولة المبكرة. ومن الأمثلة على المواضيع الأخرى التي تم إدراجها منذ ذلك الحين الرعاية الطبية والصحة والبيئة المنزلية والتقدم التعليمي ومشاركة الوالدين والعلاقات الأسرية والنشاط الاقتصادي والدخل والتدريب والسكن.
بعد مسح المواليد الأولي، تم إجراء الاستعراضات الخمسة اللاحقة من قِبل المكتب الوطني للأطفال. في عام 1985، انتقلت الدراسة الوطنية لنمو الأطفال إلى وحدة بحوث الإحصاءات الاجتماعية (SSRU) المعروفة باسم مركز الدراسات الممتدة عبر فترة زمنية (CLS).

## المنهجية والنطاق
في آخر مسح تم إجراؤه عام 2008-2009 تم استخدام مقابلة «أساسية» وجهًا لوجه مدتها 55 دقيقة واستبيان ورقي مع عينة من 2997 حالة في الإجمالي.

## نتائج الاستعراض
تم استخدام نتائج الدراسة الوطنية لنمو الأطفال في أكثر من 1700 منشور، يمكن الاطلاع على بعضها هنا. وتم نشر تقرير بعنوان "Now we are 50" (نحن أتممنا خمسين عامًا" مع النتائج الرئيسية للدراسة الوطنية لنمو الأطفال من قِبل مركز الدراسات الممتدة عبر فترة زمنية بمناسبة الذكرى الـ 50 للدراسة الوطنية لنمو الأطفال في عام 2008. ويمكن تنزيلها من هنا.

## إعادة استخدام البيانات
تتوفر البيانات ومعلومات الدراسة الإضافية على الموقع الإلكتروني لخدمة البيانات الاقتصادية والاجتماعية (ESDS)  . سيتعين على المستخدمين التسجيل من أجل الوصول إلى قسم التنزيل.

## وصلات خارجية
- CLS website
- ESDS Longitudinal website
- Summary statistics of genetic information from the 2002-2004 followup (mostly Single-nucleotide polymorphisms).